# Allopauropus cordieri
Allopauropus cordieri är en mångfotingart som beskrevs av Paul Auguste Remy 1938. Allopauropus cordieri ingår i släktet småfåfotingar, och familjen fåfotingar. Inga underarter finns listade i Catalogue of Life.